# 積雪

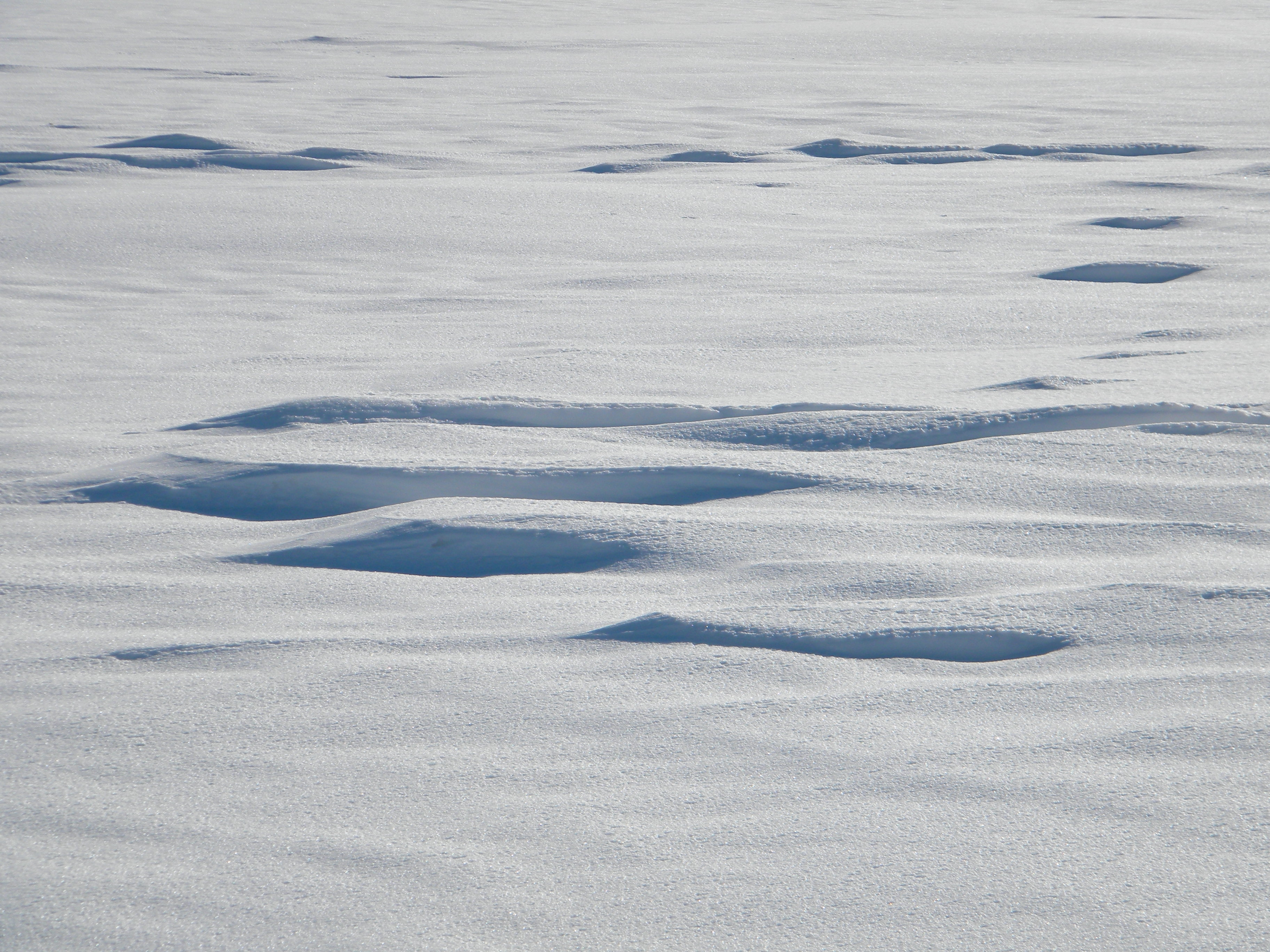
海氷の上に積もった雪。積雪の表面は雪質や風などにより様々な表情を見せる。

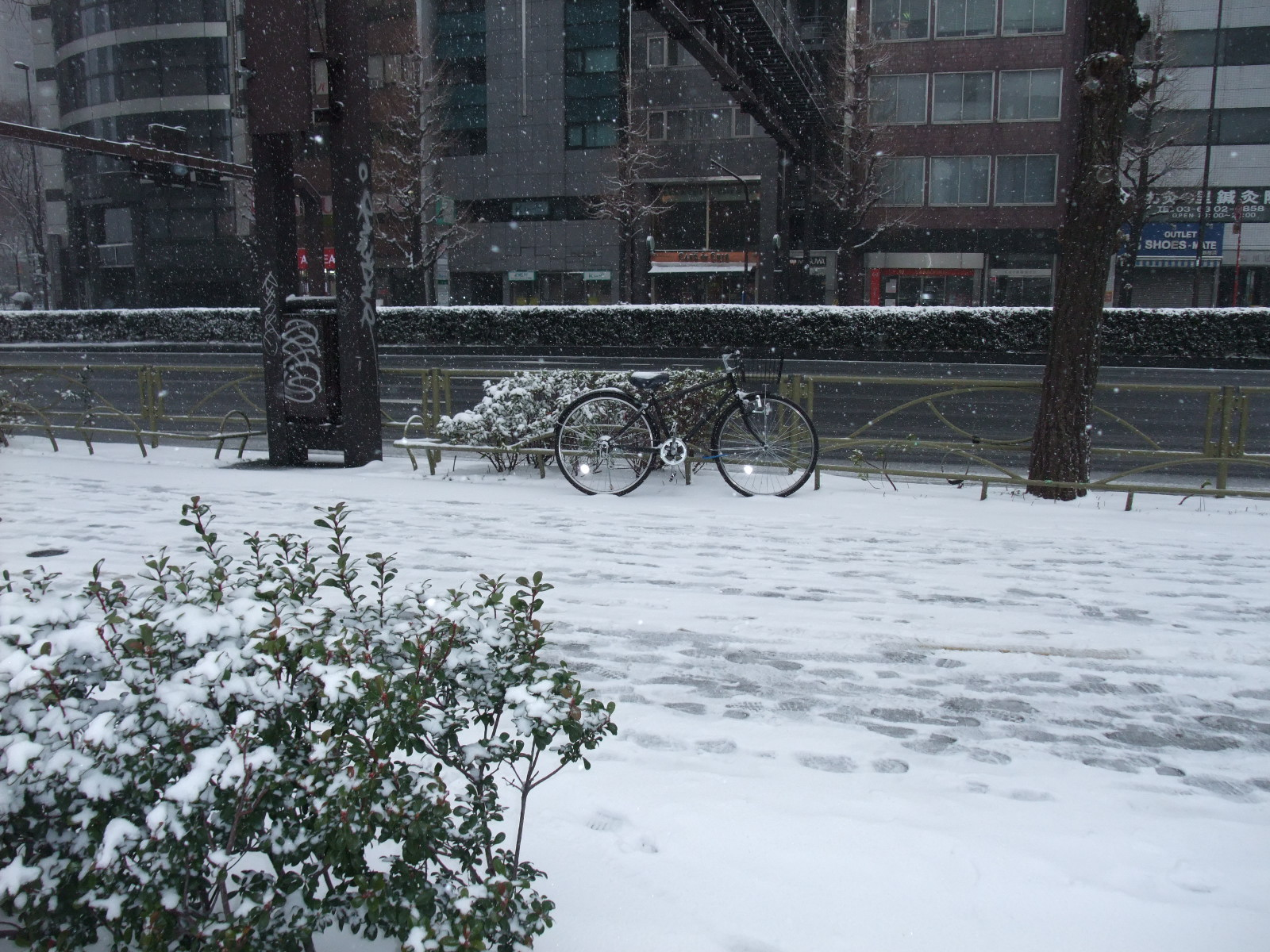
雪に覆われた東京・新宿の街。

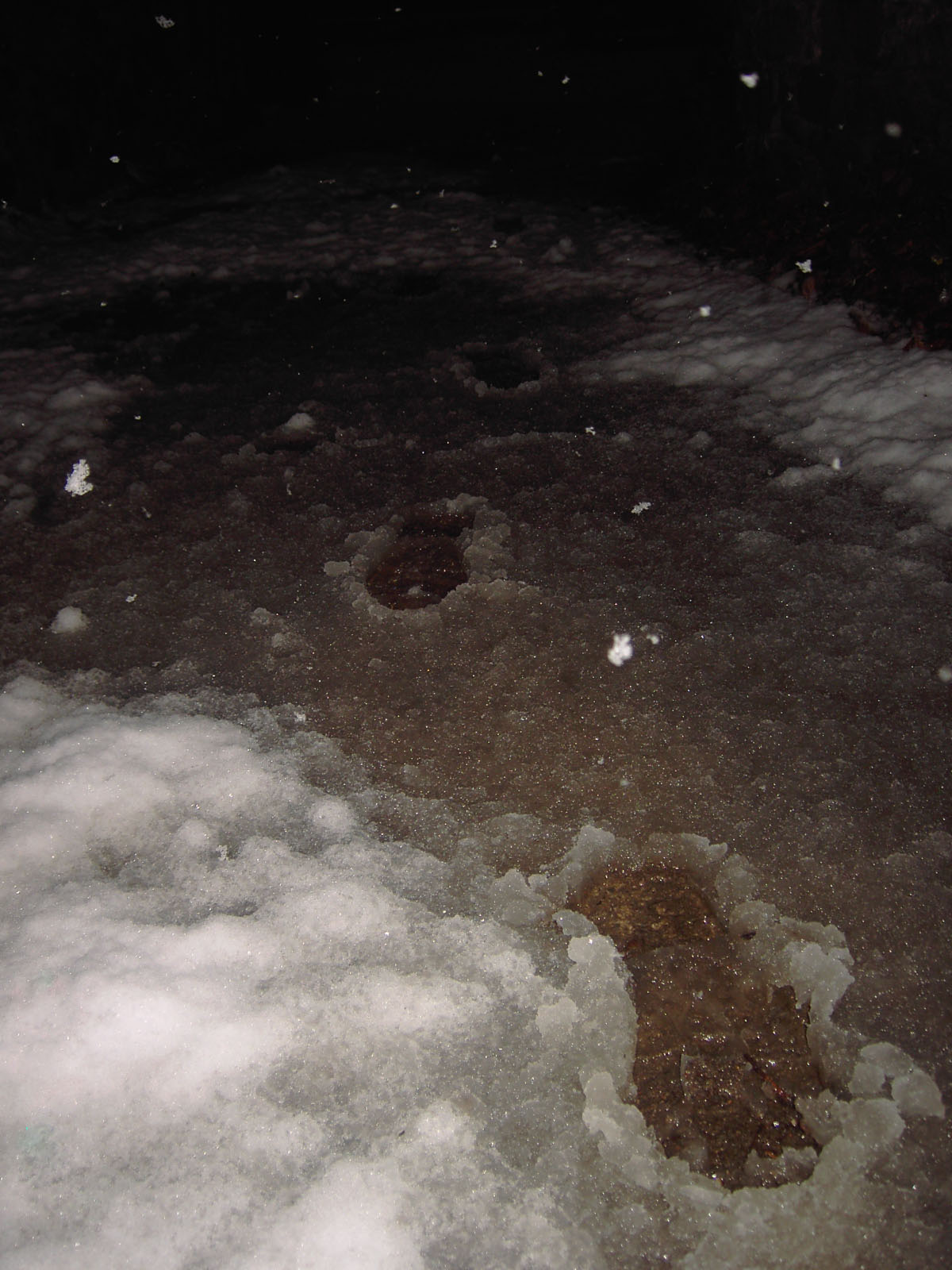
融解しつつあるシャーベット状の積雪。

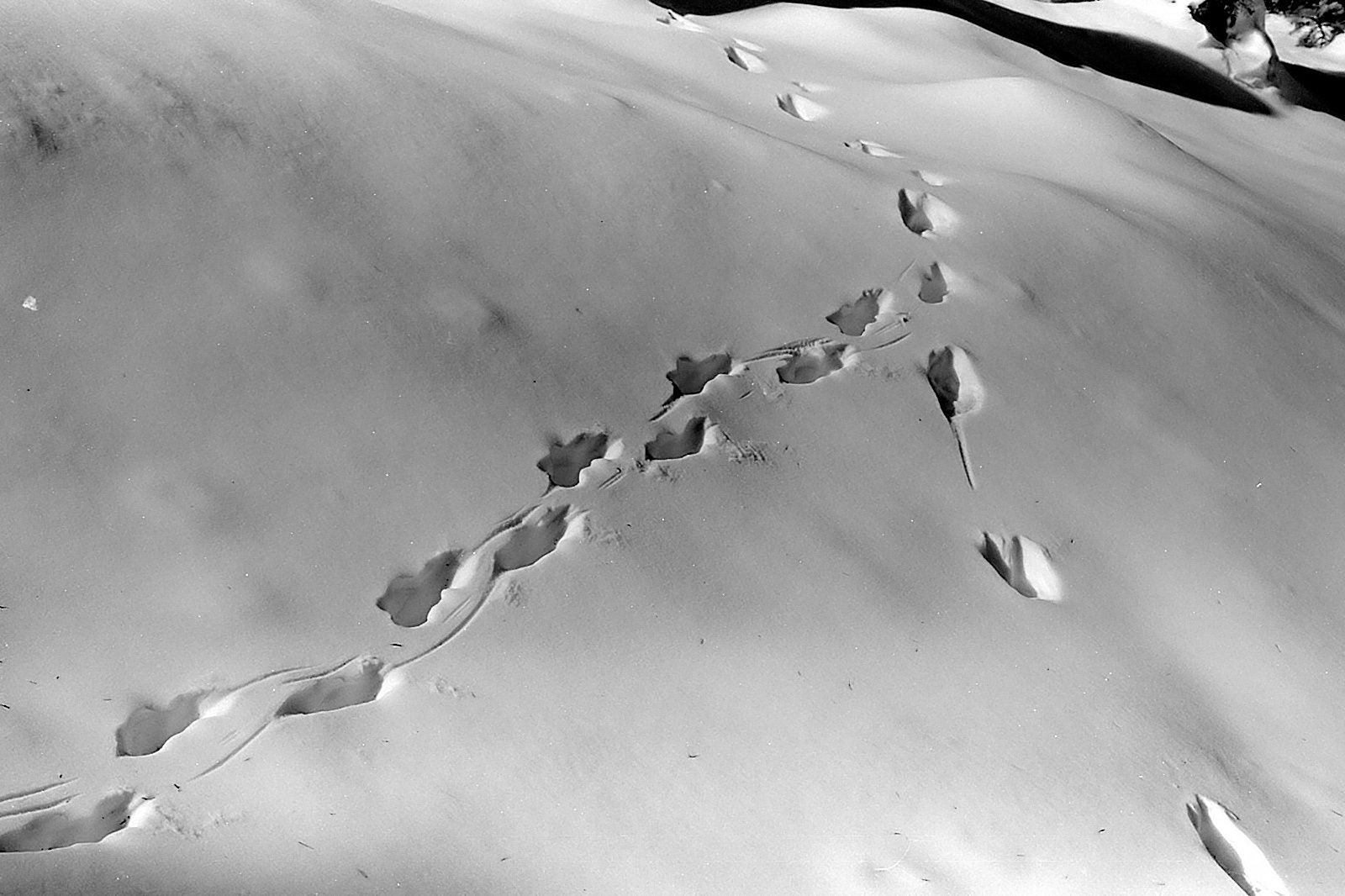
新雪には足跡・脚跡がくっきりと残りやすい。

積雪（せきせつ）とは、地面に積もった雪のこと。気象用語としては、雪または霰（あられ）が地面の半分以上を覆った状態をいう。

## 概要
基本的に積雪は雪がとけるまで減ることはないが、昇華、風に吹き飛ばされることによって減ることがある。発表値はあくまでも積雪計設置地点での値であるため、同じ地域でもところによっては吹き溜まりなどで、発表されている積雪量以上に積もっている場合がある。
「積雪0cm」と「積雪なし」では状態が異なる。気象庁の定義によれば、「積雪0cm」は観測点周囲の地面を半分以上雪や霰が覆った状態のこと。「積雪なし」は雪や霰が全くないか、観測点周囲の地面の半分までは雪や霰が覆っていない状態のことを指す。
積雪の深さを積雪量あるいは積雪深といい、ニュースや天気予報で流れる「積雪〜cm」というのは積雪計設置地点の積雪記録である。ある期間内における積雪の最大値を最深積雪（さいしんせきせつ）という。これらは降雪量とは異なるものであるので注意を要する。単位面積当たりの積雪量や積雪深の重量は積雪重量や積雪荷重と呼び「kg/m2」や「kN/m2」で表され、積雪重量計などで計測される。建築基準法施行令86条ほかには積雪荷重に関する定めがある。
なお、気象庁の定義では、固形の降水が積もったものが積雪であるが、夏季において雹や霰が積もった場合は積雪とは呼ばない。
積雪地でもより寒冷な地域では、積雪の融解が遅かったりほとんど解けなかったりして、積雪の蓄積が進む。日本では気象庁が「積雪が30日間以上継続した状態」を長期積雪あるいは根雪と定義している。更に寒冷な地域では、根雪の期間が長くなって夏を超え、1年以上継続することがある。特に極地や高山ではこの状態が長年継続し、万年雪やそれが圧縮されてできる氷河を形成する。
積雪とはあくまでも積もった雪(名詞であり動詞ではない)のことであり、一部で使用されている「積雪する」という表現は誤用である。

## 積雪の分類
日本雪氷学会では、雪質によって積雪を次の9種類に分類している。
- 新雪 - 降雪時の結晶の形がほぼ完全に残っているもの。
- こしまり雪 - 樹枝形などの結晶が若干残る程度で、ほとんど丸みを帯びた氷の粒。小締まり雪。
- しまり雪 - 圧縮や焼結により丸みを帯びた氷の粒。粒子同士が網目状の組織で緩やかにつながっている。締まり雪。
- ざらめ雪 - 水の作用により粗大化した氷の粒。内部・表面に水を含むものと再凍結したものがある。粗目雪。
- こしもざらめ雪 - 新雪が融解・霜の付着などによって、平らな形状となった小さな氷の粒。小霜粗目雪。
- しもざらめ雪 - 新雪を核として成長した霜が肥大化し、骸晶状の氷の粒と化したもの。霜粗目雪。
- 氷板 - 板状・層状の氷。
- 表面霜 - 積雪層の表面に発達する霜。
- クラスト - 積雪層表面にできる再凍結によってできた固い層。

## 積雪の記録

### 世界
- 最深積雪
  - 1153cm タマラック アメリカ カリフォルニア州（1911年3月19日）[2]
  - 1182cm 伊吹山 日本 滋賀県の過去最高記録（1927年2月14日）[3]※ただしこの数値はサイトや本などによってまちまちである。日本国内だけでも立山黒部アルペンルート有料道路、北上、名寄など例年10～15mの積雪がある。立山黒部アルペンルートのホームページのトップ写真(例年5月の連休、14mの壁、観光バス日野セレガ)など、その他、有料道路の観光写真参照。（この但し書きには「積雪」に対する誤解がある）
- 24時間積雪
  - 193cm シルバーレーク アメリカ コロラド州（1921年3月19日）[4]
  - 256cm カプラコッタ イタリア（2015年3月5日）[4]

### 日本
- 最深積雪
  - 気象庁委託観測所：750cm 富山県上新川郡大山町（現 富山市）真川 1945年2月26日[2]
  - 旧国鉄（日本国有鉄道）：785cm 長野県栄村森宮野原駅 1945年2月14日[2]
  - 山岳：1182cm 滋賀県伊吹山 1927年2月14日[2]
    - 日本一標高の高い富士山では338cm（1989年4月27日）が最高

  - アメダス：566cm 青森県青森市酸ケ湯 2013年2月26日
  - 測候所（山岳除く）：377cm 新潟県上越市高田 1945年2月26日
  - その他、参考記録として新潟県寺野村（現上越市板倉区）で1927年2月13日に818cm（2丈7尺）がある[2]。

### 主要都市における積雪の平年値
| 積雪/根雪の初日から終日までの期間 |       |
| ▷11/1                             | 4/30◁ |

|  | 152日/121日 |
|  |             |

|  | 162日/135日 |
|  |             |

|  | 153日/115日 |
|  |             |

|  | 147日/118日 |
|  |             |

|  | 134日/100日 |
|  |             |

|  | 83日 |
|  |      |

|  | 16cm |

|  | 6cm |

積雪・根雪（長期積雪）は1cm以上。

#### 最深積雪の平年値と極値
| 気象台               | 平年値 | 極値（記録日）         |
| -------------------- | ------ | ---------------------- |
| 稚内                 | 72cm   | 199cm（1970年2月9日）  |
| 旭川                 | 89cm   | 138cm（1987年3月4日）  |
| 札幌                 | 97cm   | 169cm（1939年2月13日） |
| 網走                 | 63cm   | 143cm（2004年2月23日） |
| 釧路                 | 34cm   | 123cm（1939年3月9日）  |
| 室蘭                 | 26cm   | 68cm（1958年2月13日）  |
| 函館                 | 45cm   | 91cm（2012年2月27日）  |
| 青森                 | 101cm  | 209cm（1945年2月21日） |
| 秋田                 | 37cm   | 117cm（1974年2月10日） |
| 盛岡                 | 36cm   | 81cm（1938年2月19日）  |
| 仙台                 | 16cm   | 41cm（1936年2月9日）   |
| 山形                 | 51cm   | 113cm（1981年1月8日）  |
| 福島                 | 26cm   | 80cm（1936年2月9日）   |
| 水戸                 | 7cm    | 32cm（1945年2月26日）  |
| 宇都宮               | 9cm    | 32cm（2014年2月15日）  |
| 前橋                 | 11cm   | 73cm（2014年2月15日）  |
| 熊谷                 | 9cm    | 62cm（2014年2月15日）  |
| 東京                 | 6cm    | 46cm（1883年2月8日）   |
| 銚子                 | 0cm    | 17cm（1936年3月2日）   |
| 横浜                 | 7cm    | 45cm（1945年2月26日）  |
| 長野                 | 33cm   | 80cm（1946年12月11日） |
| 甲府                 | 15cm   | 114cm（2014年2月15日） |
| 静岡                 | 0cm    | 10cm（1945年2月25日）  |
| 名古屋               | 8cm    | 49cm（1945年12月19日） |
| 岐阜                 | 15cm   | 58cm（1936年2月1日）   |
| 津                   | 4cm    | 26cm（1951年2月14日）  |
| 新潟                 | 32cm   | 120cm（1961年1月18日） |
| 富山                 | 51cm   | 208cm（1940年1月30日） |
| 金沢                 | 32cm   | 181cm（1963年1月27日） |
| 福井                 | 48cm   | 213cm（1963年1月31日） |
| 彦根                 | 26cm   | 93cm（1918年1月9日）   |
| 京都                 | 7cm    | 41cm（1954年1月26日）  |
| 大阪                 | 1cm    | 18cm（1907年2月11日）  |
| 神戸                 | 1cm    | 17cm（1945年2月25日）  |
| 奈良                 | 3cm    | 21cm（1990年2月1日）   |
| 和歌山               | 1cm    | 40cm（1883年2月8日）   |
| 岡山                 | 1cm    | 26cm（1945年2月25日）  |
| 広島                 | 5cm    | 31cm（1893年1月5日）   |
| 松江                 | 20cm   | 100cm（1971年2月4日）  |
| 鳥取                 | 37cm   | 129cm（1947年2月22日） |
| 徳島                 | 1cm    | 42cm（1907年2月11日）  |
| 高松                 | 1cm    | 19cm（1984年1月31日）  |
| 松山                 | 0cm    | 34cm（1907年2月11日）  |
| 高知                 | 1cm    | 14cm（2022年12月23日） |
| 下関                 | 2cm    | 39cm（1900年1月26日）  |
| 福岡                 | 2cm    | 30cm（1917年12月30日） |
| 大分                 | 1cm    | 15cm（1997年1月22日）  |
| 長崎                 | 3cm    | 17cm（2016年1月24日）  |
| 佐賀                 | 3cm    | 21cm（1959年1月17日）  |
| 熊本                 | 1cm    | 13cm（1945年2月7日）   |
| 宮崎                 | 0cm    | 3cm（1945年1月24日）   |
| 鹿児島               | 3cm    | 29cm（1959年1月17日）  |
| 沖縄県は積雪を未観測 |        |                        |

### アルジェリア
2016年12月19日、サハラ砂漠に位置するアルジェリアの町・アインセフラの砂丘で積雪が観測された。サハラ砂漠での降雪は1979年2月18日にも観測されているが、その時の雪は30分で溶けており、1日近く残った積雪は2016年12月の降雪が観測史上初となる。なお、2016年12月のアルジェリアとモロッコの国境付近での積雪はランドサット7号の画像解析でも確認されている。

## 積雪の効果
積雪は、生物の分野では、生物の分布に大きな影響を与えることが知られている。ある程度以上、温度が下がる時期がある地域においては、寒冷期の最低気温とその生物の耐寒性がその分布要因として大きな意味を持つ。ところが、積雪は多くの空気を含むため、雪の中は外気ほどは温度が下がらない場合があるのである。たとえば日本海側は冬季の積雪が多いため、低木以下の高さにおいては、より温暖な地域の生物が意外なほどに北まで分布する。ユキツバキはその例によく挙げられる。